# Higher (Laura Tesoro)
Higher is een single van de Belgische zangeres Laura Tesoro. De single kwam uit op 28 april 2017 onder het label Sony Music Entertainment. De single haalde de top 20 in de Ultratop 50. De videoclip van het nummer kwam een maand later uit. De videoclip werd inmiddels al meer dan een anderhalf miljoen keer bekeken. Tesoro schreef het nummer zelf met goede vriend Wouter Vander Veken.

## Hitnoteringen

### VlaamseUltratop 50
| Hitnotering: 06-05-2017 t/m 07-10-2017 | Hitnotering: 06-05-2017 t/m 07-10-2017 | Hitnotering: 06-05-2017 t/m 07-10-2017 | Hitnotering: 06-05-2017 t/m 07-10-2017 | Hitnotering: 06-05-2017 t/m 07-10-2017 | Hitnotering: 06-05-2017 t/m 07-10-2017 | Hitnotering: 06-05-2017 t/m 07-10-2017 | Hitnotering: 06-05-2017 t/m 07-10-2017 | Hitnotering: 06-05-2017 t/m 07-10-2017 | Hitnotering: 06-05-2017 t/m 07-10-2017 | Hitnotering: 06-05-2017 t/m 07-10-2017 | Hitnotering: 06-05-2017 t/m 07-10-2017 | Hitnotering: 06-05-2017 t/m 07-10-2017 | Hitnotering: 06-05-2017 t/m 07-10-2017 |
| Week:                                  | 1                                      | 2                                      | 3                                      | 4                                      | 5                                      | 6                                      | 7                                      | 8                                      | 9                                      | 10                                     | 11                                     | 12                                     |                                        |
| -------------------------------------- | -------------------------------------- | -------------------------------------- | -------------------------------------- | -------------------------------------- | -------------------------------------- | -------------------------------------- | -------------------------------------- | -------------------------------------- | -------------------------------------- | -------------------------------------- | -------------------------------------- | -------------------------------------- | -------------------------------------- |
| Positie:                               | 47                                     | 21                                     | 45                                     | 46                                     | 36                                     | 36                                     | 28                                     | 31                                     | 28                                     | 39                                     | 36                                     | 34                                     |                                        |
| Week:                                  | 13                                     | 14                                     | 15                                     | 16                                     | 17                                     | 18                                     | 19                                     | 20                                     | 21                                     | 22                                     | 23                                     |                                        |                                        |
| Positie:                               | 33                                     | 26                                     | 24                                     | 21                                     | 25                                     | 25                                     | 20                                     | 21                                     | 26                                     | 39                                     | 42                                     | uit                                    |                                        |

### Eindjaarslijst
| Hitlijst (2017)              | Positie |
| ---------------------------- | ------- |
| België (Ultratop Vlaanderen) | 51      |